# Cárcel de Mujeres Buen Pastor de Chillán
La Cárcel de Mujeres Buen Pastor fue un recinto penitenciario ubicado en la ciudad de Chillán, Chile, en la intersección de la Avenida Libertador Bernardo O'Higgins con calle Jesuitas. El lugar fue construido durante la gestión del obispo Eladio Vicuña Aránguiz en la Diócesis de Chillán y tuvo su mayor cantidad de prisioneros entre los años 1973 y 1974, en el contexto de dictadura militar chilena.
Durante la dictadura, el lugar fue habitado por prisioneras políticas como también por prisioneras por delitos comunes, quienes además convivían con monjas y gendarmes. La relación entre las reclusas era de sororidad, independiente del delito que hubieran cometido, existía apoyo emocional entre ellas tras los procesos de torturas realizados por gendarmes, además de la celebración de actividades para aliviar la presión de la incertidumbre que tenían las prisioneras políticas con respecto al destino que podrían tener sus vidas.
Las prisioneras que llegaban al lugar, normalmente provenían de las cárceles de Bulnes, San Carlos y constantemente, de la Cárcel de Yungay y desde aquí, las internas eran trasladadas al Regimiento de Infantería n.º 9 "Chillán" o al Campo Militar de Entrenamiento Fundo Quilmo.